# Rollo Beck
Pour les articles homonymes, voir Beck.
Rollo Howard Beck (26 août 1870 - 22 novembre 1950) était un ornithologue américain, collectionneur d'oiseaux et explorateur.
En 1920 Beck et sa femme Ida partirent en voyage à travers le Pacifique pour prélever des spécimens d'oiseaux pour l'American Museum of Natural History. L'expédition était financée par Harry Payne Whitney. Les Becks retournèrent aux États-Unis en 1929 avec les peaux de 40 000 oiseaux et une importante collection anthropologique. Il a abattu la quasi-totalité des derniers caracaras de Guadalupe, et il a donc certainement porté un coup fatal à l'espèce, qui était en danger de disparition à cause de la persécution humaine.
Il fut aussi responsable d'avoir tué trois des quatre derniers individus d'une sous-espèces de tortue des Galápagos (Geochelone nigra abingdonii), endémique des îles Galápagos, pour regarder le contenu de leurs estomacs. La tortue Solitario George était la quatrième et la dernière de la sous-espèce.